# Gemeinde Radovljica

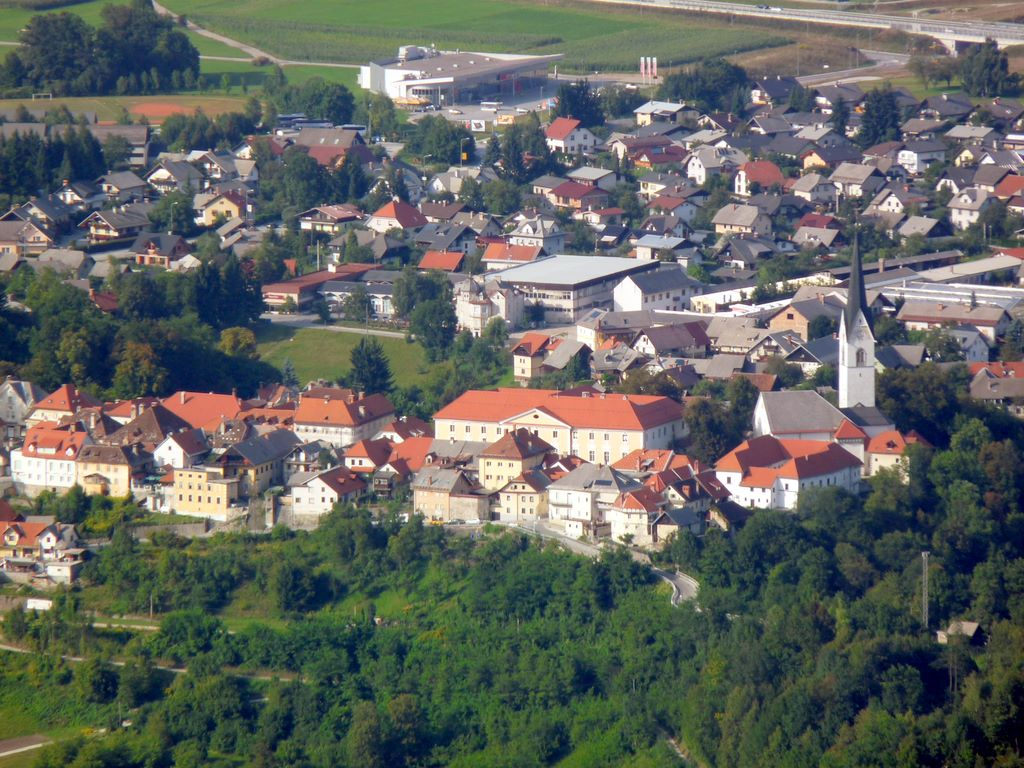
Stadt Radovljica, Hauptort der Gemeinde

Die Gemeinde Radovljica ist eine Gemeinde in der Region Gorenjska in Slowenien. Sie ist benannt nach ihrem Hauptort, der Stadt Radovljica.

## Lage
Der Hauptort der aus 52 Ortschaften und Siedlungen bestehenden Gemeinde liegt 6 km von Bled entfernt am Zusammenfluss der Wurzener Save und der Wocheiner Save zur Save.

## Ortschaften und Siedlungen der Gemeinde
Zur Gemeinde Radovljica gehören folgende Ortschaften und Siedlungen:
- Begunje (dt. Vigaun)
- Brda (dt. Ecken bei Siedendorf)
- Brezje (dt. Pirkendorf)
- Brezovica (dt. Bresowitz)
- Dobravica (dt. Hartel)
- Dobro Polje (dt. Gutenfeld)
- Dvorska vas (dt. Hofdorf in der Oberkrain)
- Češnjica pri Kropi (dt. Kerschdorf)
- Črnivec (dt. Schwarzenbach)
- Globoko (dt. Globokau)
- Gorica (dt. Görtz)
- Hlebce (dt. Clebitz)
- Hraše (dt. Hrasche)
- Kamna Gorica (dt. Steinbüchel in der Oberkrain)
- Kropa (dt. Siedendorf)
- Lancovo (dt. Lanzau)
- Lesce (dt. Lansdorf)
- Lipnica (dt. Kleinsaifnitz)
- Ljubno (dt. Lauffen)
- Mišače (dt. Mischatsch)
- Mlaka (dt. Moos unterm Berge)
- Mošnje (dt. Möschnach)
- Nova vas pri Lescah (dt. Neudorf)
- Noše (dt. Noschach)
- Otoče (Slowenien) (dt. Groß Ottock)
- Ovsiše (dt. Haberlandt)
- Peračica (dt. Piraschitz)
- Podnart (dt. Gerschdorf)
- Poljče (dt. Pöllitisch)
- Poljšica pri Podnartu (dt. Pogelschitz)
- Posavec (dt. Posautz)
- Praproše (dt. Praprotschdorf)
- Prezrenje (dt. Pressrein)
- Radovljica
- Ravnica (dt. Raunitz)
- Rovte (dt. Gereuth)
- Slatna (dt. Dobrisch)
- Spodnja Dobrava (dt. Niederhardt)
- Spodnja Lipnica (dt. Nieder Leifnitz)
- Spodnji Otok (dt. Unterwert)
- Srednja Dobrava (dt. Mitterhardt)
- Srednja vas (dt. Mitterdorf)
- Studenčice (dt. Kaltenbrunn)
- Vošče (dt. Laschitz in der Oberkrain)
- Vrbnje (dt. Werblach)
- Zadnja vas
- Zaloše (dt. Galloschach)
- Zapuže (dt. Sappelschach bei Untersauenstein)
- Zgornja Dobrava (dt. Oberhardt)
- Zgornja Lipnica (dt. Ober Leifnitz)
- Zgornji Otok (dt. Oberwert)
- Zgoša (dt. Güsch)

## Nachbargemeinden
|      | Žirovnica                                   | Tržič        |
| Bled | Kompassrose, die auf Nachbargemeinden zeigt | Tržič, Naklo |
|      | Bohinj, Kranj                               |              |

## Geschichte
Die Ortschaften der Gemeinde schauen auf eine bewegte Geschichte zurück. Der Hauptort wurde erstmals 1296 erwähnt und besitzt eine wunderschöne Altstadt. In Begunje befinden sich die Burgruine Stain sowie Schloss Katzenstein mit seinen Gedenkstätten zu den 1940er Jahren. Der Ort Kropa war ab dem 14. Jahrhundert ein Zentrum der Eisenverhüttung und steht seit 1953 als Kulturdenkmal unter gesetzlichem Schutz.
Auf dem Gebiet der Gemeinde Radovljica wurden 16 Massengräber aus der Zeit des Zweiten Weltkriegs gefunden.

## Persönlichkeiten
- Laurenz Janscha (1749–1812), Graphiker, im Ortsteil Rodin geboren
- Anton Tomaž Linhart (1756–1795), Dramatiker, Dichter, Historiker und Gelehrter
- Andreas Gollmayr (1797–1883), Politiker, katholischer Geistlicher und Theologe
- Anton Füster (1808–1881), Politiker und Theologe
- Ivan Vurnik (1884–1971), Architekt
- Pavel Šivic (1908–1995), Komponist
- Anton Dermota (1910–1989), Lyrischer Tenor, im Ortsteil Kropa geboren
- Anton Orel (1914–1948), Opernsänger
- Wolfgang Marchart (1945–2008), Bezirkshauptmann in Klagenfurt
- Matej Jovan (* 1970), Skirennfahrer

## Partnerstädte
- Sondrio (Italien)